# Batracomorphus hector
Batracomorphus hector är en insektsart som beskrevs av Knight 1983. Batracomorphus hector ingår i släktet Batracomorphus och familjen dvärgstritar. Inga underarter finns listade i Catalogue of Life.